# Jay Thompson
Cet article concerne le surfeur. Pour le coureur cycliste, voir Jay Robert Thomson.
Jay Thompson est un surfeur professionnel australien, né le 16 août 1982 à Sydney, en Australie.

## Biographie

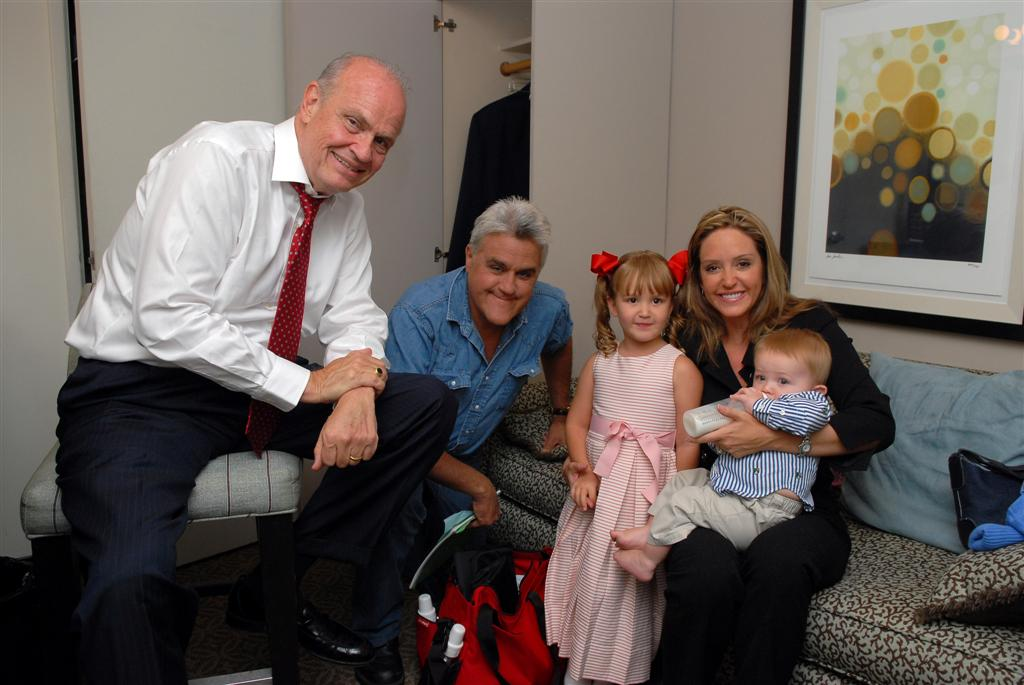
Jay Thompson avec sa famille en 2007.

Jay Thompson est né le 16 août 1982 à Sydney. Il est de nationalité australienne.

## Palmarès

### Sa saison 2009 ASP World Tour
2009 est sa  e année dans l'ASP World Tour
| Date                      | Compétition                   | place | points |
| ------------------------- | ----------------------------- | ----- | ------ |
| 28 février-11 mars        | Quiksilver Pro                | 17    | 410    |
| 7 avril-19 avril          | Rip Curl Pro Surf             | 9     | 600    |
| 9 mai-20 mai              | Billabong Pro Teahupoo        | 9     | 600    |
| 27 juin-5 juillet         | Hang Loose Santa Catarina Pro | 33    | 225    |
| 9 juillet-19 juillet      | Billabong Pro Jeffreys        | 33    | 225    |
| 11 septembre-20 septembre | Boost Mobile Pro of Surf      |       |        |
| 23 septembre-4 octobre    | Quiksilver Pro France         |       |        |
| 5 octobre-17 octobre      | Billabong Pro                 |       |        |
| 19 octobre-28 octobre     | Rip Curl Pro Search           |       |        |
| 8 décembre-20 décembre    | Billabong Pipeline Masters    |       |        |
|                           | classement provisoire         | 21    | 2060   |

Actuellement en position de requalifié pour 2010